# Gibson-sivatag
A Gibson-sivatag egy nagy kiterjedésű sivatagos terület, amely földtörténetileg is réginek számít. 155 000 négyzetkilométeres területével az ötödik legnagyobb sivatag Ausztráliában.

## Neve
A sivatagot Ernest Giles nevezte el Alfred Gibsonról, aki 1874-ben itt vesztette életét egy expedíció során.

## Földrajza

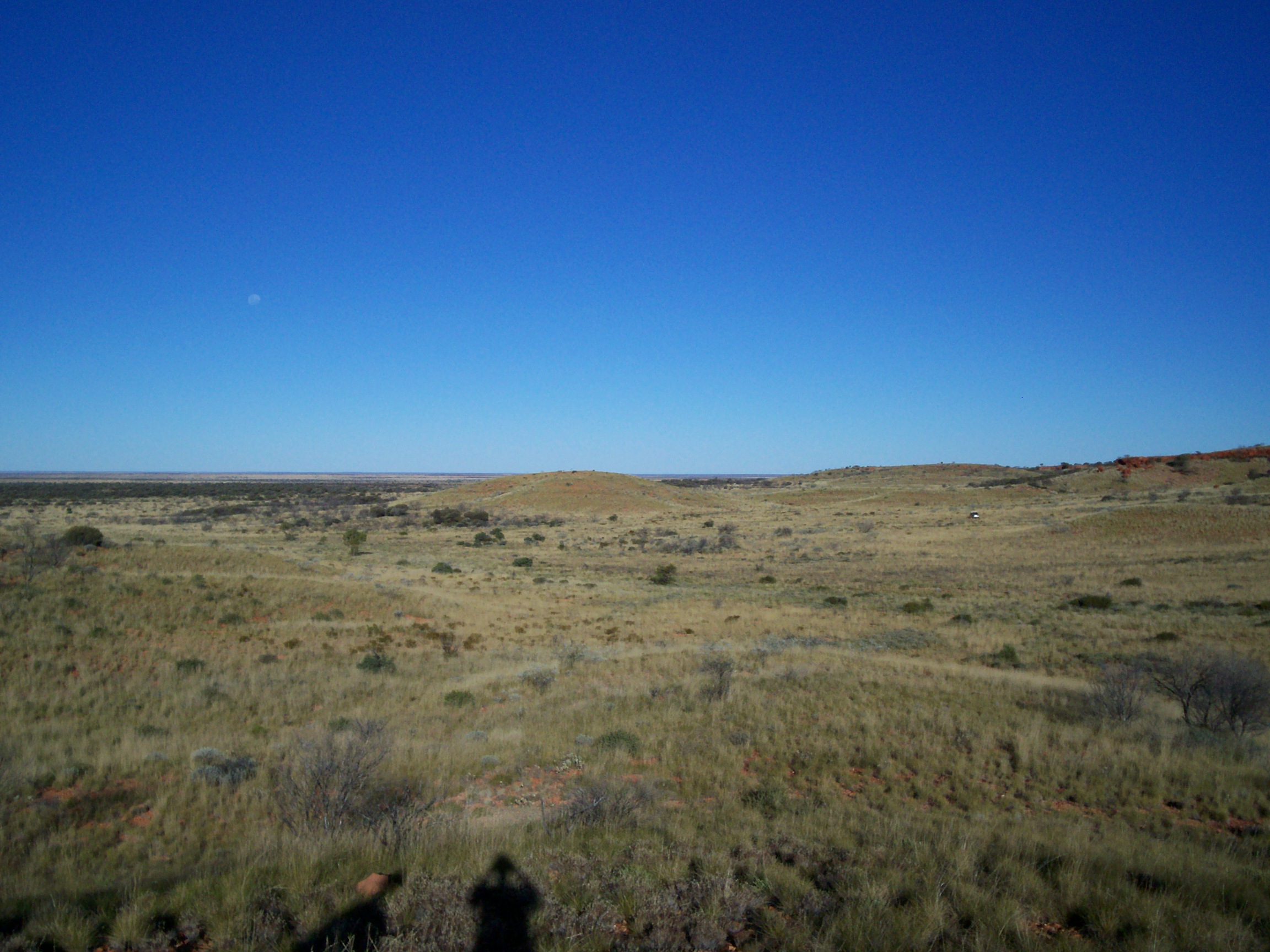
A Gibson-sivatag látképe

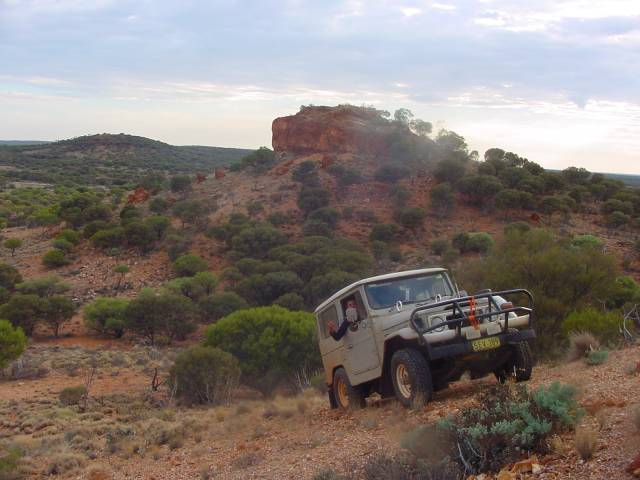
Egy összkerék meghajtású terepjáró a sivatagban

A Gibson-sivatag a Disappointment-tó és a MacDonald-tó közt fekszik, a Baktérítő mentén, a Nagy-homoksivatagtól délre, a Kis-homoksivatagtól keletre és a Nagy-Viktória-sivatagtól északra helyezkedik el. A legmagasabb pontjain is csak az 500 méteres tengerszint feletti magasságot éri el. Ernest Giles ausztrál felfedező a terület nagy részét bejárta és ezt a vidéket egy sziklás-kavicsos, sivatagi füves pusztákkal borított tájnak írta le.
A Gibson-sivatagban az éves csapadékösszeg 200 mm körül alakul, míg a nyári maximumhőmérséklet meghaladhatja a 40 °C-ot is, ugyanakkor télen 18°C-ig csökkennek a maximumhőmérsékletek. A legalacsonyabb hőmérséklet télen elérheti a 6 °C-ot is.

## Fordítás
Ez a szócikk részben vagy egészben  a   Gibson Desert című angol Wikipédia-szócikk ezen változatának fordításán alapul.  Az eredeti cikk szerkesztőit annak laptörténete sorolja fel. Ez a jelzés csupán a megfogalmazás eredetét és a szerzői jogokat jelzi, nem szolgál a cikkben szereplő információk forrásmegjelöléseként.